# Bimbo (República Centroafricana)
Bimbo (también llamada Bimo) es la capital de Ombella-M'poko, una de las 14 prefecturas de la República Centroafricana, y se encuentra 25.5 kilómetros al suroeste de la capital del país, Bangui. Es la segunda ciudad más poblada, con 124,176 habitantes según el censo del 2003 y una población estimada de 267,859 personas en 2013.
Posee la única prisión de mujeres del país, la Prisión Central de Bimbo. Se construyó en 1980 con una capacidad de 200 reclusas, pero en 2005 albergaba solo a 44, la mayoría de ellas detenidas en prisión preventiva.

## Clima
Según la clasificación climática Köppen-Geiger el clima es tropical de sabana (Aw).

La temperatura récord más alta fue de 44 °C el 25 de febrero de 2004, mientras que la temperatura récord más baja fue de 3 °C el 22 de enero de 1993.
| Dato de clima para Bimbo                   | Dato de clima para Bimbo | Dato de clima para Bimbo | Dato de clima para Bimbo | Dato de clima para Bimbo | Dato de clima para Bimbo | Dato de clima para Bimbo | Dato de clima para Bimbo | Dato de clima para Bimbo | Dato de clima para Bimbo | Dato de clima para Bimbo | Dato de clima para Bimbo | Dato de clima para Bimbo | Dato de clima para Bimbo |
| Mes                                        | Ene                      | Feb                      | Mar                      | Abr                      | mayo                     | Jun                      | Jul                      | Ago                      | Sep                      | Oct                      | Nov                      | Dic                      | Año                      |
| ------------------------------------------ | ------------------------ | ------------------------ | ------------------------ | ------------------------ | ------------------------ | ------------------------ | ------------------------ | ------------------------ | ------------------------ | ------------------------ | ------------------------ | ------------------------ | ------------------------ |
| Récord alto °C (°F)                        | 39 (102)                 | 44 (111)                 | 42 (108)                 | 40 (104)                 | 39 (102)                 | 39 (102)                 | 40 (104)                 | 38 (100)                 | 40 (104)                 | 38 (100)                 | 41 (106)                 | 39 (102)                 | 44 (111)                 |
| Mediano alto °C (°F)                       | 31.8 (89.2)              | 33.4 (92.1)              | 32.8 (91)                | 32.2 (90)                | 31.5 (88.7)              | 30.2 (86.4)              | 30 (86)                  | 29.7 (85.5)              | 30.2 (86.4)              | 30.5 (86.9)              | 30.8 (87.4)              | 31.2 (88.2)              | 31.19 (88.15)            |
| Diario malo °C (°F)                        | 25.2 (77.4)              | 26.4 (79.5)              | 26.7 (80.1)              | 26.6 (79.9)              | 26.2 (79.2)              | 25.3 (77.5)              | 25 (77)                  | 24.9 (76.8)              | 25.1 (77.2)              | 25.3 (77.5)              | 25.1 (77.2)              | 24.6 (76.3)              | 25.53 (77.97)            |
| Mediano bajo °C (°F)                       | 18.6 (65.5)              | 19.5 (67.1)              | 20.7 (69.3)              | 21 (70)                  | 20.9 (69.6)              | 20.4 (68.7)              | 20 (68)                  | 20.2 (68.4)              | 20 (68)                  | 20.1 (68.2)              | 19.5 (67.1)              | 18.1 (64.6)              | 19.92 (67.88)            |
| Récord bajo °C (°F)                        | 3 (37)                   | 8 (46)                   | 13 (55)                  | 5 (41)                   | 11 (52)                  | 16 (61)                  | 12 (54)                  | 8 (46)                   | 10 (50)                  | 11 (52)                  | 12 (54)                  | 10 (50)                  | 3 (37)                   |
| Precipitación mediana mm (pulgadas)        | 22 (0.87)                | 41 (1.61)                | 107 (4.21)               | 124 (4.88)               | 169 (6.65)               | 151 (5.94)               | 193 (7.6)                | 229 (9.02)               | 191 (7.52)               | 195 (7.68)               | 94 (3.7)                 | 32 (1.26)                | 1,548 (60.94)            |
| Fuente #1: Climate-data.org, altitud: 365m |                          |                          |                          |                          |                          |                          |                          |                          |                          |                          |                          |                          |                          |
| Fuente #2: Cielos de Vudú para registros   |                          |                          |                          |                          |                          |                          |                          |                          |                          |                          |                          |                          |                          |